# RPG-7

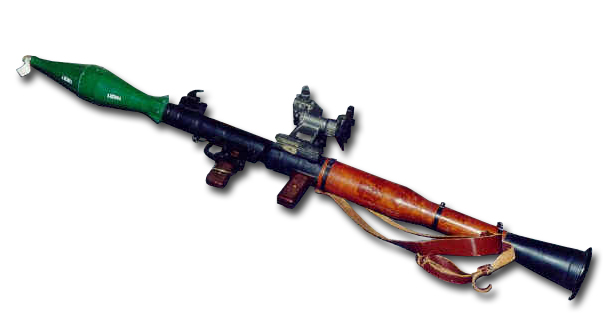
RPG-7

RPG-7 (ryska: РПГ-7) är ett ursprungligt sovjetisk och sedan ryskt överkalibrigt raketgevär. "РПГ" är ett akronym för "Ручной Противотанковый Гранатомёт", som betyder ”Handburet Pansarvärns-Granatgevär”. 
RPG-7 antogs för första gången av Sovjetunionens militära styrkor 1961. Det kan laddas flera olika sorters raketer, till exempel splitter- eller pansarbrytande raketer. RPG-7 har exporterats till många länder och återfinns bland annat i Afrika och Mellanöstern.
RPG-7 är ett relativt billigt, enkelt och pålitligt vapen. Det faktum att projektilen är raketdriven gör det möjligt att avfyra vapnet inifrån byggnader och täckta värn, vilket inte är möjligt med granatgevär. Precisionen är medelmåttig och den praktiska räckvidden är ca 200 meter.